# Santo Stefano d'Aveto
Santo Stefano d'Aveto is een gemeente in de Italiaanse provincie Genua (regio Ligurië) en telt 1255 inwoners (31-12-2004). De oppervlakte bedraagt 55,4 km², de bevolkingsdichtheid is 23 inwoners per km².
De volgende frazioni maken deel uit van de gemeente: Ascona

## Demografie
Santo Stefano d'Aveto telt ongeveer 669 huishoudens. Het aantal inwoners daalde in de periode 1991-2001 met 8,1% volgens cijfers uit de tienjaarlijkse volkstellingen van ISTAT.
| Jaar | Inwoneraantal |
| ---- | ------------- |
| 1991 | 1368          |
| 2001 | 1257          |

## Geografie
De gemeente ligt op ongeveer 1012 m boven zeeniveau. Hiermee is het de hoogst gelegen gemeente in Ligurië.
Santo Stefano d'Aveto grenst aan de volgende gemeenten: Bedonia (PR), Borzonasca, Ferriere (PC), Rezzoaglio, Tornolo (PR).

## Galerij

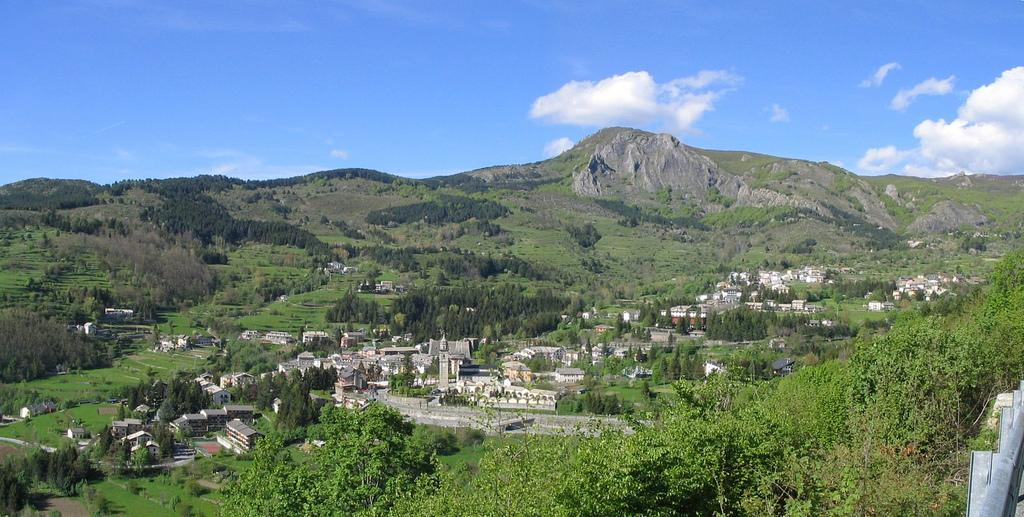
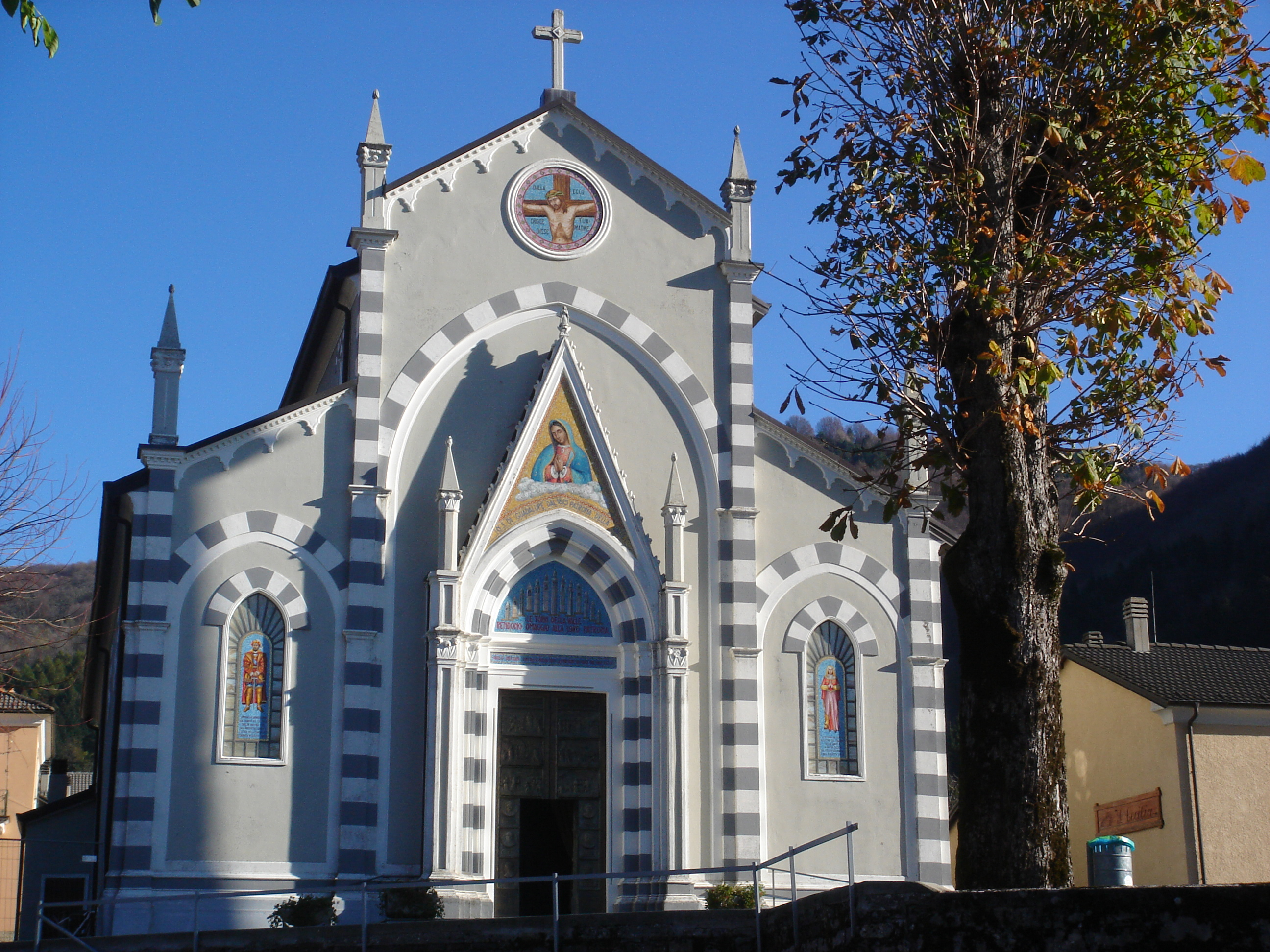
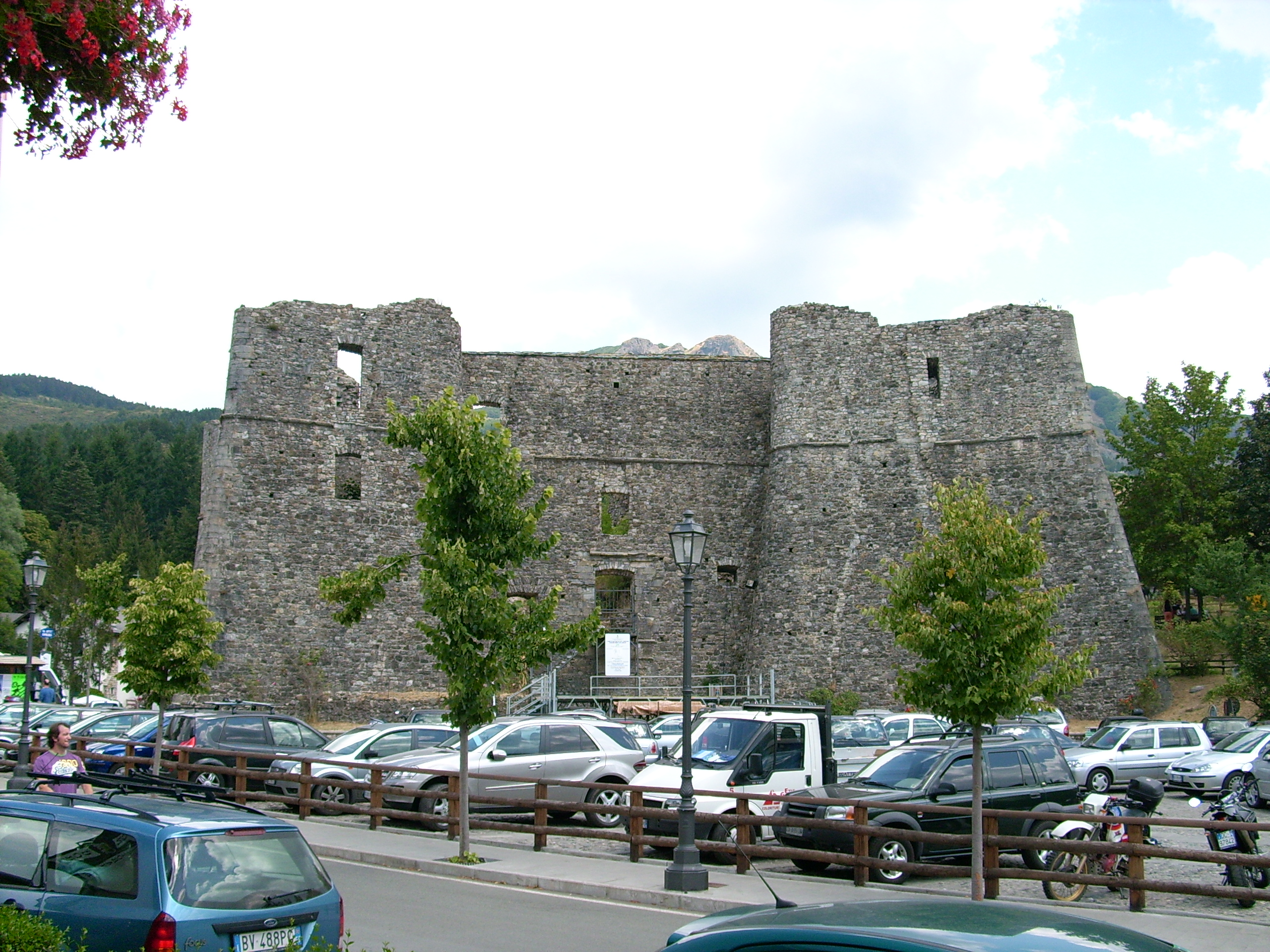
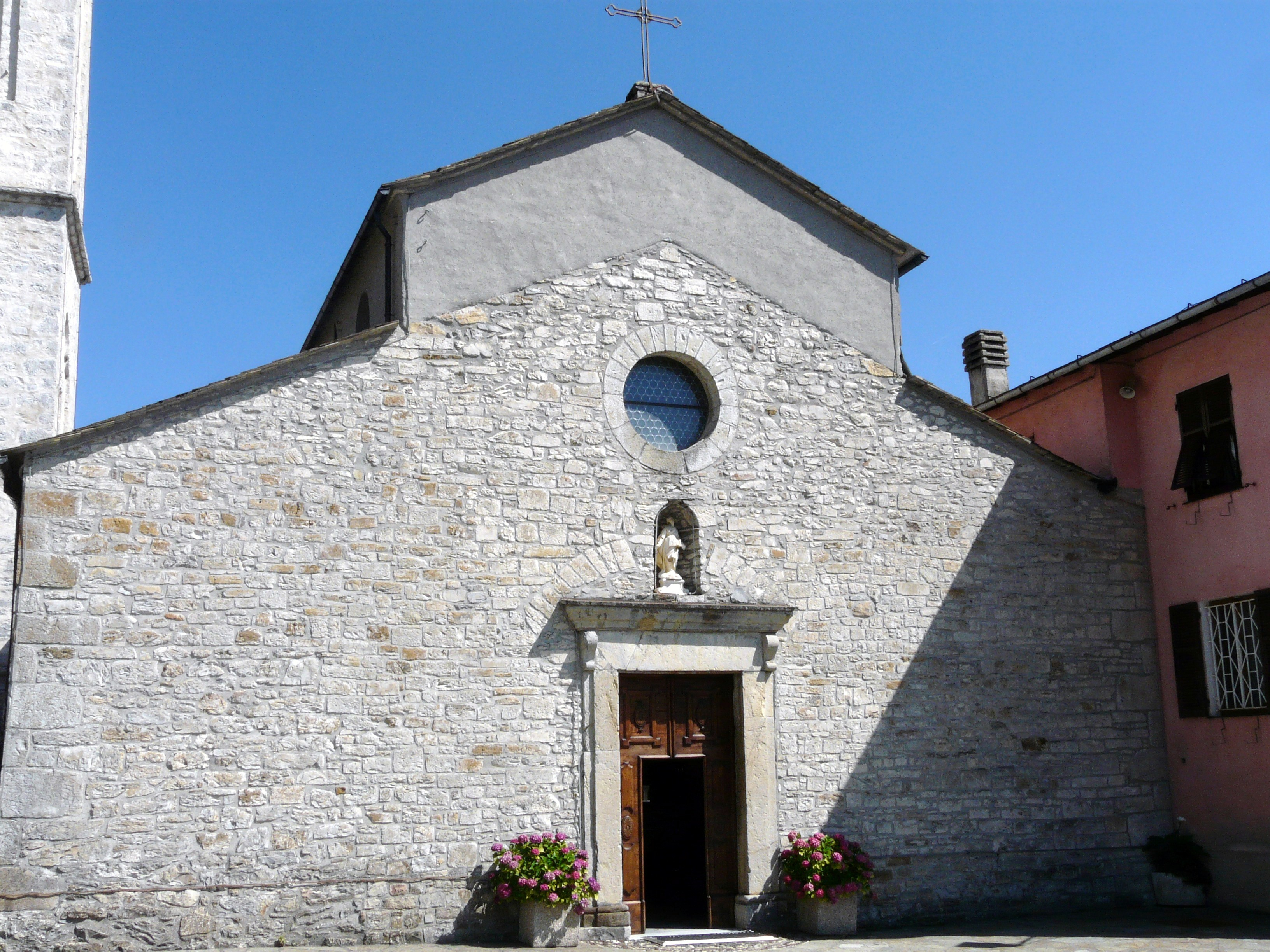
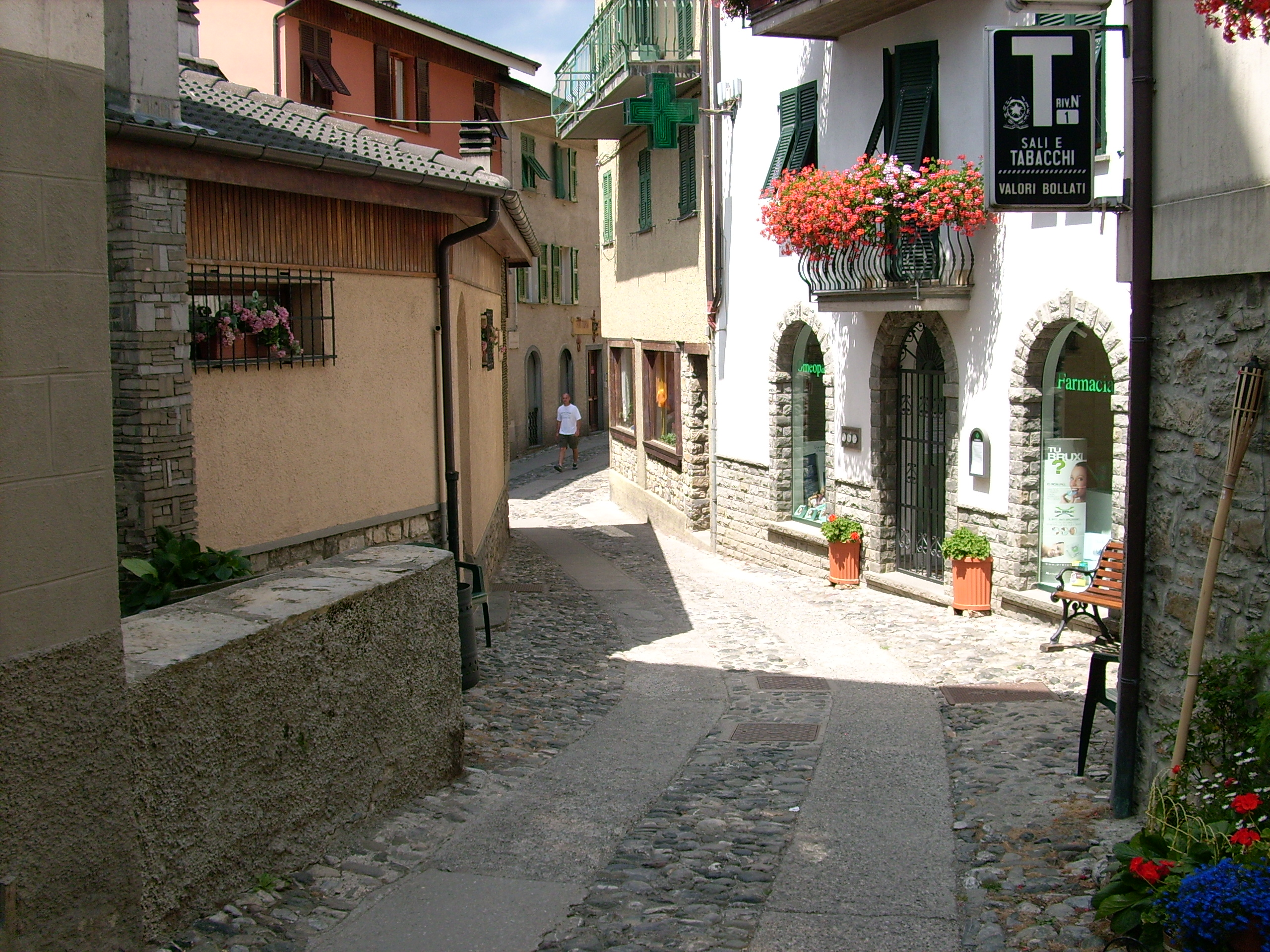
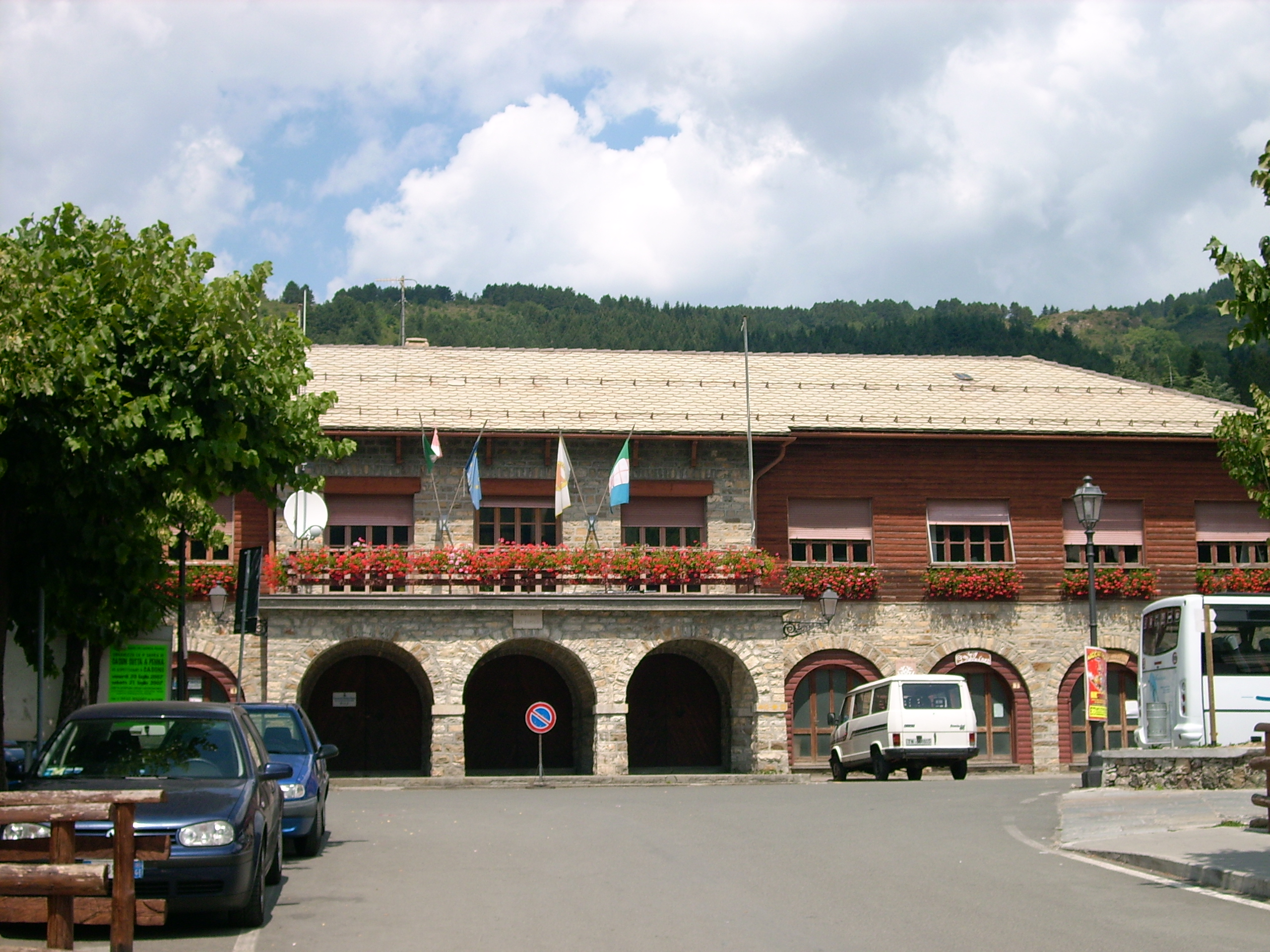
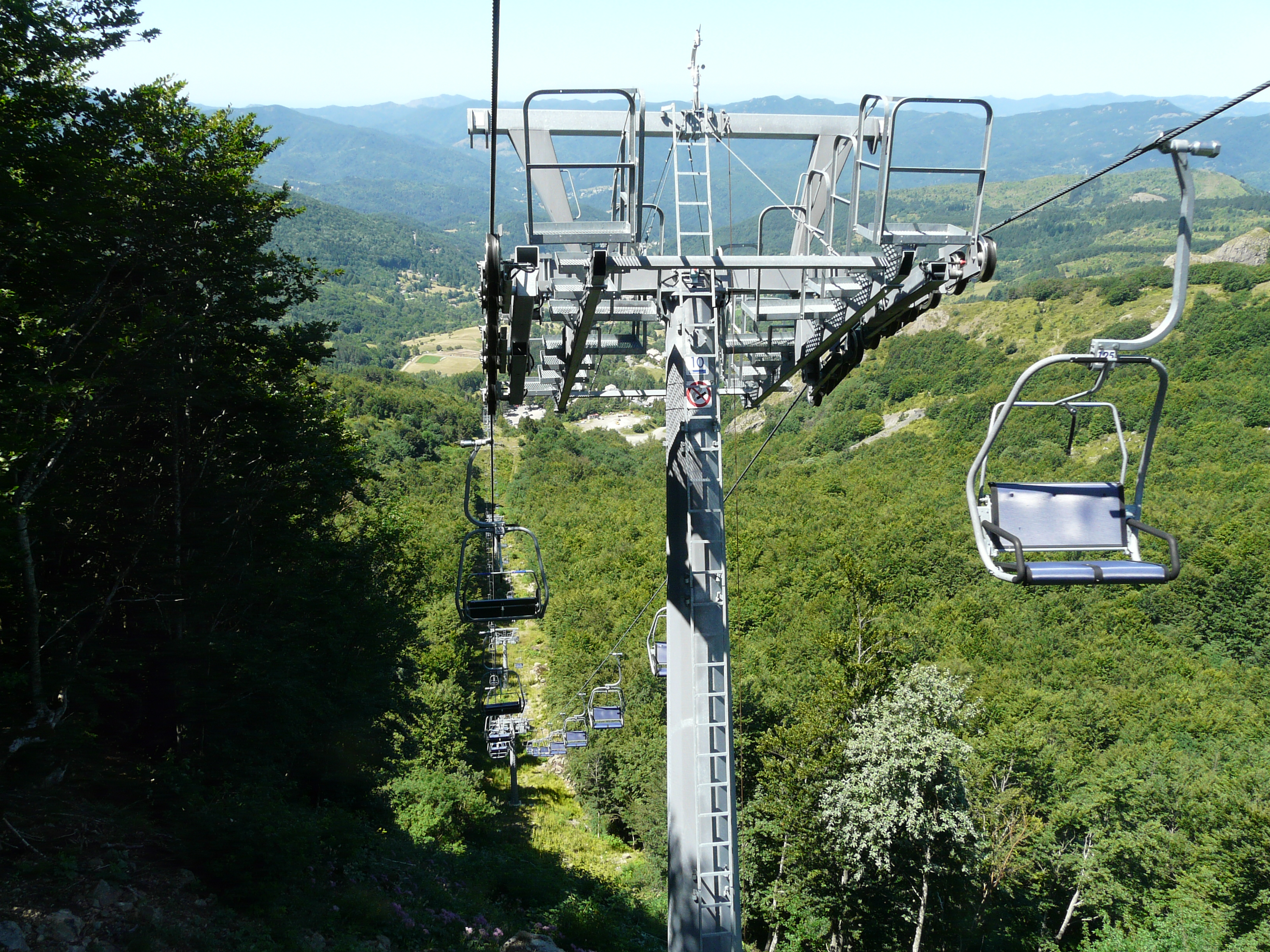
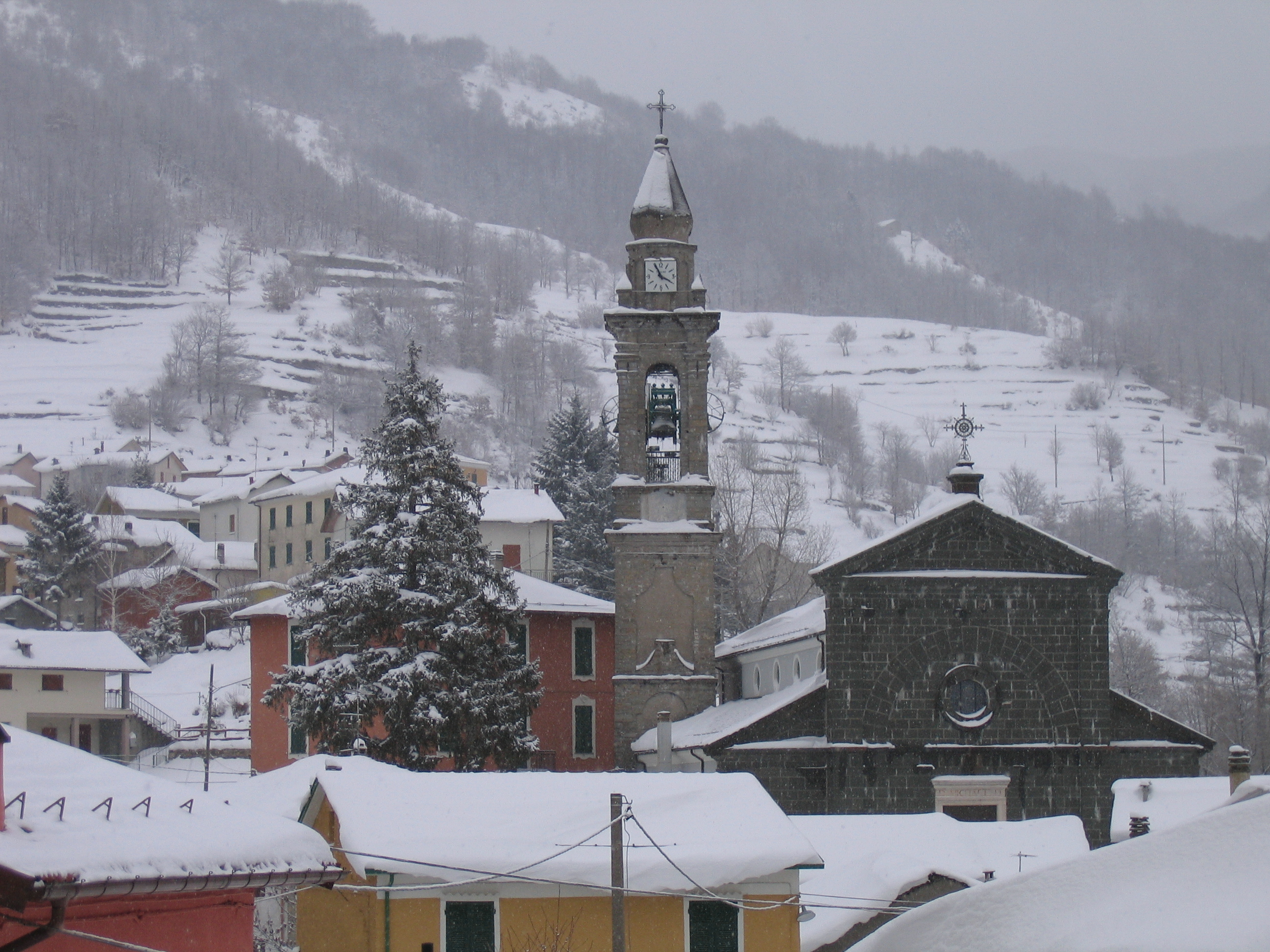

## Plaatsen in de gemeente
- Ascona
- Allegrezze